# Stojko Sakaliew
Stojko Marinow Sakaliew (auch Stoyko Marinov Sakaliev geschrieben, bulgarisch Стойко Маринов Сакалиев; * 25. März 1979 in Burgas) ist ein ehemaliger bulgarischer Fußballspieler. Er bestritt insgesamt 261 Spiele in der bulgarischen A Grupa. In der Saison 2004/05 gewann er mit ZSKA Sofia die bulgarische Meisterschaft.

## Karriere

### Verein
Stojko Sakaliew begann seine Profikarriere im Jahr 1996 in seiner Geburtsstadt bei Neftochimik Burgas. 2004 wechselte Sakaliew zum ZSKA Sofia, wo er bis 2007 blieb. Nach einer Leihe an Lokomotive Plowdiw, ging Sakaliew 2008 zu Spartak Warna und 2009 zum polnischen Verein Arka Gdynia. Zur Saison 2010/11 kehrte er nach Bulgarien zurück, wo er zunächst beim Aufsteiger Akademik Sofia und in der Saison 2011/12 für seinen Heimatverein Neftochimik Burgas spielte. Nach der Saison zog er nach Malta, wo er beim Erstligisten Kerċem Ajax auf Gozo spielte. Im Jahr 2013 beendete er seine Karriere.

### Nationalmannschaft
Sakaliew wurde viermal in der bulgarischen Nationalmannschaft eingesetzt.

### Sportliche Erfolge
- Bulgarischer Meister: 2005
- Bulgarischer Vizemeister: 1997
- Bulgarischer Pokalsieger: 1996, 1997
- Bulgarischer Pokalfinalist des Nationalcups: 2000